# 이선주
이선주(1960년 5월 23일 ~ )는 대한민국의 성우이다. 1982년 MBC 공채 8기 성우로 데뷔하였다.

## 출연 작품

### 애니메이션
※전체 출연작은 외부 링크를 참조
- 마크로스 (SBS) - 옐로우
- 이크는 멋쟁이 (MBC)
- 스타잔 (MBC)
- 털보아저씨와 꾸러기들 (MBC)
- 유령대소동 (MBC) - 제닌
- 요술소녀 (MBC)
- 드림킥스 (SBS)
- 건 드레스 (MOVIE) - 실비아 카키하나
- 걸리버 여행기 (MBC)
- 금발의 제니 (MBC)
- 꼬마 마법사 레미# (MBC) - 마조리리카 / 수녀
- 꼬마 마법사 레미 포르테 f (MBC) - 마조먼로
- 꼬마마녀 노노 (MBC) - 타이
- 꾀돌이 삼총사 (SBS) - 팡이
- 나루토(1기~5기) (투니버스) - 우즈마키 나루토
  - 나루토 질풍전(1기~현재) (투니버스) - 우즈마키 나루토
- 낚시왕 강바다 (MBC) - 나웅기
- 날아라! 호빵맨 (MBC) - 카레빵맨
- 날아라! 호빵맨 (투니버스, 대원방송) - 호빵맨
- 신비아파트: 고스트볼X의 탄생 두 번째 이야기 (투니버스) - 취생
- 내 친구 아더 (어린이TV) - 도라
- 달려라! 부메랑 (SBS)
- 로봇수사대 K캅스 (MBC) - 최종일
- 루시의 꿈나라 이야기 (EBS) - 오드리 / 몰리
- 마법기사 레이어스 (SBS) - 프레세아
- 미래소년 코난 (MBC) - 포비
- 말괄량이 삐삐 (MBC) - 삐삐
- 메탈베이블레이드 (투니버스) - 레이지
- 몬타나 존스 (MBC) - 아서 (멜리사 조카) / 이완
- 못 말리는 쌍둥이(EBS) - 악동이
- 바이오캅 윙고 (MBC) - 키바
- 보거스는 내 친구 (MBC) - 해설 / 토미
- 빨간망토 차차 (MBC) - 뚜뚜
- 겁쟁이 강아지 커리지 - 물의여왕,케이쥰,악당들
- 쌍둥이 대소동(SBS) - 미술선생님
- 센과 치히로의 행방불명 (MOVIE) - 린
- 슈퍼 그랑죠 (SBS) - 용이
- 스피드왕 번개 (SBS) - 황장군
- 시간탐험대 (MBC) - 알라딘
- 신비의 세계 엘하자드 (SBS) - 세라
- 심슨 가족 (투니버스) - 마지 심슨
- 엄마는 4학년 (투니버스) - 정아 이모
- 오! 나의 여신님 (투니버스) - 울드 / 꼬마 민우
- 여신님! 작다는 건 편리해 (투니버스) - 울드
- 유니미니펫 (SBS) - 프로그 / 더지두 / 로빈 / 성진아 / 스네이크 딩동 / 피스
- 웨딩피치 (투니버스) - 레인데빌라/키메라
- 장금이의 꿈 (MBC) - 이창이 / 강동이
- 장독대 (MBC) - 장독대
- 조이드 와일드 (애니원) - 스톰
- 천지무용 in Love (투니버스) - 료코
- 축구왕 슛돌이 (SBS) - 줄리앙 / 루카 / 리사
- 카우보이 비밥 (투니버스) - 트윙클 (4화)
- 톰 소여의 모험 (MBC)
- 트랙시티 (SBS) - 크루엘라
- 트위니스 (EBS) - 벨라
- 포켓몬스터 (SBS) - 오바람 / 로미 / 여경 / 간호순 (일부) / 이상해씨 / 토게피 / 가디 / 마자용 / 미미(나중) / 나진 外
- 포트리스 (SBS) - 유마
- 하얀마음 백구 (SBS) - 판석
- 행복한 세상의 족제비 (투니버스) - 제삐
- 푸치니와 별난가족 (대교) - 빌리
- 겁쟁이 강아지 커리지-(뮤리엘),(다수)
- 스탈라의 마법여행 (MBC) - 팰런
- 용감한 죠리 (MBC)
- 놓지마 정신줄 놓지마 정신줄 2  (투니버스) - 엄마
- 소공자 세디 (MBC)
- 마법사 헌터 (MBC) - 슈가 미스
- 기파이터 태랑 (MBC)
- 피그마리오 (MBC)
- 독고탁의 비둘기 합창 (MBC)
- 레카 삼국지 (MBC) - 가누 / 키라 / 사마귀대신4
- 한자왕 주몽 (MBC) - 주몽
- 춤추는 빅베어 (SBS) - 터터
- 용의 전설 레전더 (SBS) - 비비
- 천재소년 지미 뉴트론 (MBC) - 할머니
- 내 친구 팅구 (SBS)
- 출동! 로봇V (MBC) - 세레나 / 히틀러
- 공룡시대 (SBS) - 페트리
- 접지전사 (SBS) - 왕지철
- 요술고양이 펠릭스 (SBS) - 펠릭스
- 오리대장 꽉꽉 (SBS)
- 셰익스피어 명작만화 겨울이야기 (SBS) - 양치기 소년
- 지구조난자 마룬 (MBC) - 뚱이
- 소년 코나의 모험 (MBC)
- 마법천자문 (MBC) - 옥동자
- 위스컬 삐요 (투니버스) - 삐요
- 이상한 바다의 플랩잭 (카툰네트워크) - 플랩잭
- 헬로 스팽크 (투니버스) - 스팽크
- 검용전설 야이바 (대교방송) - 선우 야이바
- 우리반 짱돌이 (애니원) - 짱돌이
- 맑음 때때로 뿌이뿌이 (애니원) - 엄마
- 시골소녀 폴리아나 (MBC) - 폴리아나
- 키다리 아저씨 (MBC)
- 나나의 환상여행 (SBS) - 마리나
- 찰리 브라운의 유럽여행 (MBC)
- 로빈 훗의 모험 (MBC) - 머치
- 비버리 힐즈에 간 고양이들 (MBC)
- 마법사 토토 (MBC)
- 쥬라기 원시전 (MBC) - 임프
- 알렉스의 모험 (MBC) - 알렉스
- 모트의 시간여행 (MBC) - 리오 엄마, 앞집 아줌마
- 꽃의 천사 메리벨 (MBC)
- 마이티 마우스 (MBC)
- 흙꼭두 장군 (MBC)
- 싸이킥스 (MBC) - 자크
- 비바 피냐타 (애니맥스)
- 체포하겠어 극장판 (애니맥스) - 키노시타 카오루코
- 요괴인간 (애니맥스) - 베로
- 스트라토스4 (애니맥스) - 사령관, 할머니
- 미치코와 핫친 (애니박스) - 미치코
- 강철의 연금술사 리메이크 (애니박스) - 이즈미
- 공각기동대 - Stand alone complex (애니원)
- 디어 브라더 (투니버스) - 강희주
- 쿵푸팬더 전설의 마스터 (니켈로디언)
- 바우와우 (VIDEO)
- 디그레이맨 (애니맥스)
- 음양대전기 (투니버스) - 백호의 코겐타
- 나루토 SD - 록 리의 청춘 닌자전 (투니버스) - 나루토
- 웨딩피치 (투니버스) - 레인 데빌라, 로즈 엄마
- 돌고래 플리퍼 (MBC) - 퍼피, 볼로
- 곰돌이와 비키의 모험 (EBS) - 곰돌이
- 막내둥이 또또 (EBS) - 지꾸당
- 말썽꾸러기 띠떼프 (EBS)
- 모래요정 바람돌이 (EBS) - 동구
- 자크 쿠스토의 해양 탐사대 (EBS) - 레이나
- 너티너츠 (EBS1) - 켄
- 무지개요정 통통 (KBS) - 어둠의 여왕 카라카라
- 토리 고고 (KBS) - 토리
- 슈퍼 차일드 (MOVIE) - 꼭다리
- 아깨비의 과학여행 (KBS) - 아깨비
- 놓지마 정신줄 놓지마 정신줄 2  (KBS, 투니버스) - 엄마
- 아따맘마 2023 (브라보키즈) - 승민엄마

### 극장용 애니메이션
- 나루토 질풍전 극장판 - 블러드 프리즌 (투니버스) - 우즈마키 나루토
- 나루토 질풍전 극장판(인연) - 숙명의 재회 (투니버스) - 우즈마키 나루토
- 꼬마마녀 요요와 네네 (MOVIE) - 요네
- 리틀 네모 (비디오) - 엄마
- 장독대 (MBC) - 장독대
- 원피스 스페셜 - 에피소드 오브 사보 (투니버스) - 어린 사보
- 극장판 요괴워치: 섀도우 사이드 도깨비 왕의 부활 - 천유성 할머니
- 포켓몬스터: 성도지방 이야기, 최종장 - 여경

### 해설
- 생활의 달인 - SBS
- Happy Days(윤선생영어교실) - 수민
- TV동물농장 - SBS
- 과학실험 사이펀 - EBS TV
- 로봇파워 - EBS TV
- 한식탐험대 - KBS1
- 싱싱 일요일 - KBS2
- 월드 리포트 - EBS
- TV특종 놀라운 세상 - MBC
- 세계다큐기행 - MBC
- 이야기 속으로 - MBC
- 타임머신 - MBC
- MBC 스페셜 - MBC
- 생생 정보통 - KBS2
- 신비한 TV 서프라이즈 - MBC
- 공감 특별한 세상 - MBC
- 기분 좋은 날 - MBC
- 와! e 멋진세상 - MBC
- 수요기획 - KBS1
- 생방송 오늘 저녁 - MBC

-

### 영화 더빙
- 스위치 (MBC) - 아만다 (엘런 바킨)
- 구니스 (MBC) - 앤디 (케리 그린)
- 스페이스 잼(SBS) - 벅스 바니(빌리 웨스트) / 조던의 아내(테리사 랜들) 역
- 캐리비안의 해적: 블랙 펄의 저주(MBC) - 아나마리아(조 샐다나)
- 그렘린 2(MBC)
- 디어 헌터(MBC)
- 빅(SBS)
- 네프 므와(MBC)
- 마르셀의 여름(MBC) - 마르셀 (줄리앤 시아마카) 역
- 닉 오브 타임(MBC) - 존스 (크리스토퍼 워컨) 역
- 노브레인 레이스(MBC) - 비벌리 베브 피어 (캐시 나지미) 역
- 나비효과(MBC) - 13세 토미 (제시 제임스) 역
- 조강지처 클럽(MBC) - 브렌다 (벳 미들러) 역
- 당신에게 일어날 수 있는 일(MBC) - 메리얼 역
- 왓 위민 원트(MBC) - 퍼킨스 (베트 미들러) 역
- 큐브(MBC) - 할러 웨이 (니키 과다그니) 역
- 베이사이드의 얄개들(SBS) - 스크래치 역
- 가위손(MBC) - 조이스 (캐시 베이커) 역
- 007뷰투어킬(MBC)
- 나쁜 녀석들(MBC) - 테레사 버넷 (테레사 랜들) 역
- 어바웃 어 보이(MBC) - 알리 (냇 가스티엔 테나), 모하라 (조이스 헨더슨) 역
- 정복자 펠레(MBC) - 루드의 엄마(레나 피아 베른하르드손)
- 에디(MBC)
- 붉은 가마(MBC)
- 알리(MBC)
- 소친친(MBC)
- 사랑의 기쁨(MBC)
- 로보캅2(MBC) - 호브 (게이브리얼 데이먼) 역
- 독고구검(MBC) - 새소청 (양리칭) 역
- 패신저 57(MBC)
- 아스테릭스 2: 미션 클레오파트라(MBC) - 이집트인(이자벨 낭티)
- 28일 동안(MBC) - 로샨다 역
- 스크림2(MBC)
- 비독(MBC) - 라피트 부인 역
- 마디타와 리사벳(EBS) - 이다 역
- 칼라의 소망(EBS)
- 사자왕 형제의 모험(EBS) - 소피아 (군 볼그렌) 역
- 빨간 머리 앤(영어판)(EBS) - 헵지바 역
- 베토벤(SBS)
- 어비스(SBS) - 원나잇 (킴벌리 스콧) 역
- 업 클로즈 앤 퍼스널(MBC)
- 그들만의 리그(MBC) - 도리스 (로지 오도널) 역
- 소살리토(MBC) - 티나(관수미)
- 인형의 집으로 오세요(MBC) - 브랜든 (브렌든 섹스턴 3세) 역
- 중앙역(MBC) - 이레니 (마릴리아 페라) 역
- 시크리트 웨폰(MBC) - 수잔 (미셀 스카라벨리) 역
- 비벌리힐즈 캅3(MBC) - 재니스 (테레사 랜들) 역
- 탱크걸(MBC) - 레베카 (로리 페티) 역
- 폴리(MBC) - 아이비 (제나 로우랜즈) 역
- 포이즌 아이비(SBS)
- 아이언 이글(SBS) - 더그의 동생(로버트 제인)
- 메리 포핀스 리턴즈 - 톱시 포핀스 (메릴 스트립)
- 하이랜더 2(SBS) - 술 취한 여성(러스티 슈위머)
- 누가 로저 래빗을 모함했나(MBC) - 도날드 덕(토니 안셀모)
- 페리스의 해방(MBC) - 학생(애니 라이언)

### 외화 더빙
- 미녀와 뱀파이어(MBC)
- 존 그리섬의 의뢰인(MBC)
- 베이사이드 얄개들2(SBS)
- 푸콘 가족(애니원)
- 아이칼리(니켈로디언)
- 자이언트 세이버(투니버스)
- 리브 & 매디 (디즈니채널) - 카렌 루니

### 게임
- 파랜드 택틱스3 전설을 계승하는자(파랜드오디세이) - 디언/메디
- 용기전승 플러스 - 제노아
- 몬스터나라 판타리아 - 레오/올디
- 오버워치 - 아나
- 쿠키런: 킹덤 - 아보카도맛 쿠키, 알싸한 마라 전사, 아보카도 반쪽맛 쿠키

### 광고
- 현대자동차
- 쥬니어네이버
- LG유플러스

### 인터넷
- 천애 (옛날방송국) - 미숙

### 방송
- 1 VS 100 (KBS)
- 열린TV 시청자 세상 (SBS)

### 라디오
- 만화열전 - 호텔 아프리카 (MBC) - 줄
- 만화열전 - 열혈강호 (MBC) - 부용
- 얼쑤991 진행 국악방송 토~일 12:00-14:00] 2014.1 현재

### 기타
- AMAZING ANIMALS (아가월드) - 헨리

## 같이 보기
- 문화방송 성우극회
- 안지환